# Pożar w kinie w Wielopolu Skrzyńskim

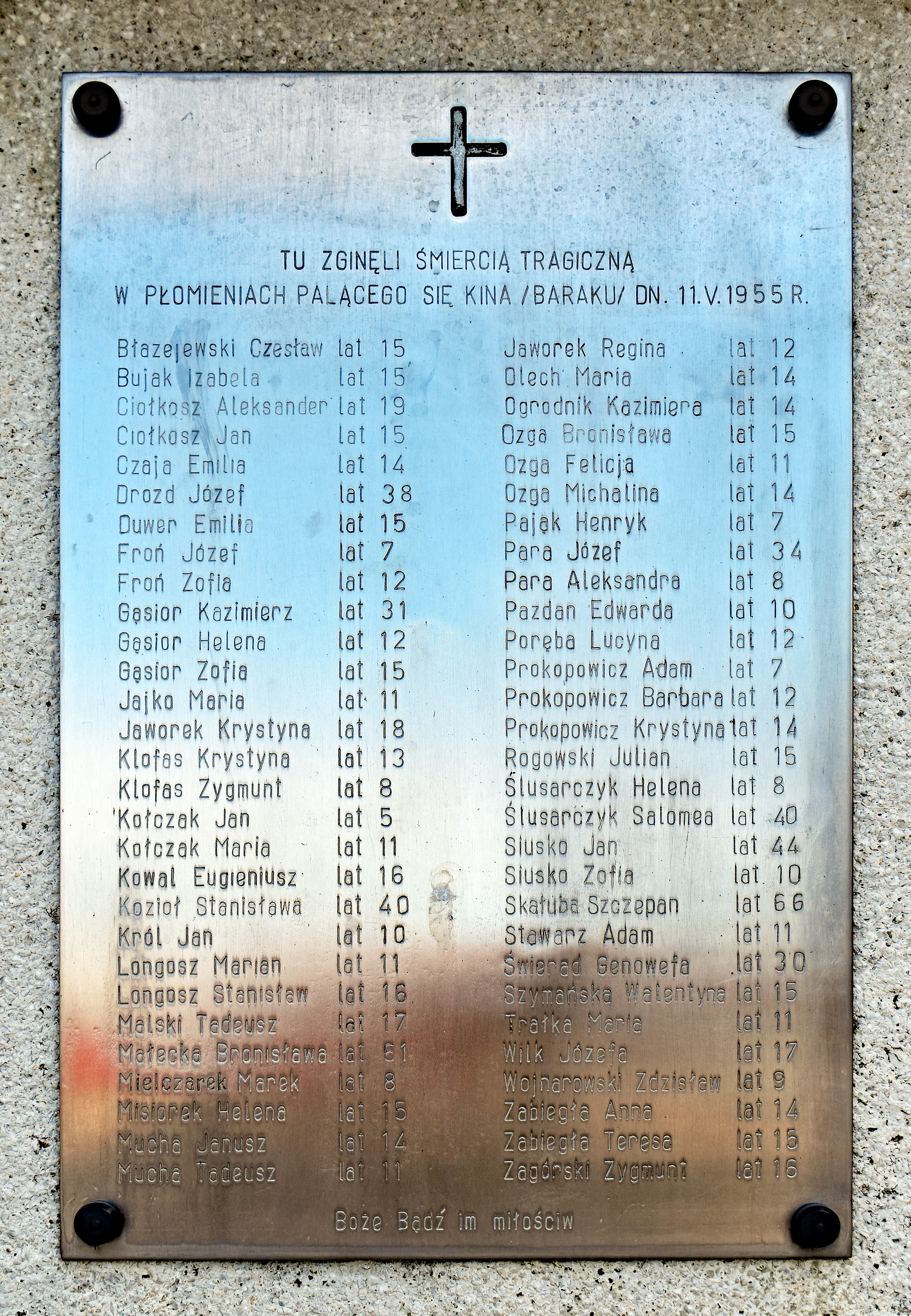
Tablica informująca o ofiarach.

Pożar w kinie w Wielopolu Skrzyńskim – pożar 11 maja 1955 roku w Wielopolu Skrzyńskim (w ówczesnym województwie rzeszowskim), w którym zginęło 58 (lub według części źródeł 56) osób, w tym 38 dzieci, a 20 zostało rannych.

## Okoliczności
Pożar wybuchł w parterowym, drewnianym baraku mieszczącym się na rynku i pełniącym rolę miejscowej biblioteki oraz klubokawiarni – w największej sali mieściła się mała scena. 11 maja 1955 r. do Wielopola Skrzyńskiego przyjechało kino objazdowe, które miało wyświetlić polską komedię Sprawa do załatwienia. Pracownicy kina zażądali przygotowania wnętrza baraku do wyświetlenia filmu – na scenie umieszczono ekran, do sali wniesiono drewniane ławy. Stół, na którym pracownicy kina postawili projektor, został ustawiony obok wejścia (pracownicy kina nie chcieli wnosić dalej sprzętu). Ponadto na żądanie pracowników kina zabito deskami wszystkie okna i zamknięto wejścia do baraku – oprócz tego, obok którego stał projektor (pracownicy kina objazdowego nie chcieli, żeby do kina przez okna wchodzili widzowie bez biletów, ale również nie chcieli stać i pilnować okien podczas seansów; wszyscy usiedli potem na krzesłach za stołem). Na stole oprócz projektora rozłożono 10 zwojów taśmy filmowej wyjętych z pudeł (o łącznej wadze 18 kg; były to dwa zwoje Kroniki Filmowej i 8 filmu, czas projekcji każdego zwoju to 10 minut); było to poważne naruszenie zasad pracy z taśmą filmową wykonaną z bardzo łatwopalnego celuloidu, ponieważ należało nieużywaną w danej chwili taśmę przechowywać w metalowych pudłach, daleko od projektora i źródeł ognia. Budynek nie posiadał wyposażenia przeciwpożarowego, a ponadto w dużej sali były zawieszone liczne ozdoby z papieru (w tej sali odbywały się regularnie potańcówki), dodatkowo drewno, z którego był zbudowany barak, było wysuszone, bo wcześniej długo nie padały deszcze. Z powodu tego, że seans miał zacząć się dopiero po godz. 20 (po nabożeństwie majowym), pracownicy kina podczas oczekiwania pili wódkę, tak że do wyświetlania filmu przystąpili mniej lub bardziej pijani.
Na seans przybyło około 200 widzów, w większości były to dzieci i młodzież. Według relacji świadków pijani pracownicy kina palili papierosy, siedząc lub stojąc przy stole z projektorem i taśmami filmowymi, a niedopałki rzucali na podłogę (w tym miejscu drewniana podłoga była obita blachą), papierosy w tym miejscu także palili niektórzy widzowie. Gdy operator wyjął z projektora czwarty zwój, który się skończył, to albo na ten zwój wypadł mu z ust zapalony papieros albo też zwisający koniec taśmy filmowej dotknął niedogaszonego niedopałka papierosa na podłodze (zeznania świadków były rozbieżne). Zwój zapłonął od razu i operator rzucił go na podłogę. Jednak część kropli płonącego celuloidu spadła na pozostałe zwoje leżące na stole, które zapłonęły, a inna część z kolei spadła na podłogę nieobitą blachą, która także zajęła się ogniem, a od niej błyskawicznie zajęła się reszta baraku. Pracownicy kina uciekli przez drzwi i w obawie przed samosądem schronili się na posterunku MO. Widzowie natomiast zostali uwięzieni w środku płonącego baraku (płomienie wokół stołu zablokowały drzwi).
Część ludzi uciekła przez okno, w którym deski wybił ławą siedzący obok strażak. Pozostali próbowali dopchnąć się do innych wyjść (nie wiedzieli, że są zamknięte) i okien, ale padali na płonącą podłogę duszeni w ścisku i zatruci dymem z płonących taśm filmowych. Uratowali się ci, którzy byli przy ścianie, która wskutek nacisku ludzi zawaliła się. Z powodu wielkiej siły pożaru niewiele pomogła nawet interwencja miejscowej ochotniczej straży pożarnej przybyłej po 11 minutach (strażacy w większości byli na seansie – po uratowaniu się musieli wpierw dobiec do remizy, wyłamać drzwi i dotrzeć do pożaru ze sprzętem). Kiedy strażacy zdołali przewrócić płonącą ścianę przy tylnym wyjściu ujrzeli płonące zwłoki (głównie dzieci) na podłodze.

## Reakcje
Wielu Wielopolan w obliczu pożaru włączyło się do akcji ratunkowej, jak m.in. Kazimierz Gąsior, który zginął, gdy wszedł do płonącego budynku, aby ratować zaczadzonych.
Na zbiorowym pogrzebie ofiar byli obecni przedstawiciele UB i Milicji Obywatelskiej. Roman Lipa, miejscowy fotograf, został poinformowany o zakazie fotografowania ceremonii, zaś funkcjonariusze UB nie opuszczali go aż do jej końca. Z tego powodu nie istnieją żadne fotografie z tamtego wydarzenia, a jedynie obraz, który Lipa namalował 40 lat później.
Wszyscy pracownicy kina, jak i niektórzy ich przełożeni, zostali skazani na kary więzienia.
Po pożarze zaostrzono przepisy bezpieczeństwa w kinach i teatrach w całej Polsce. Zaczęto również zastępować łatwopalną celuloidową taśmę innym materiałem.
W drugiej połowie lat 80. w miejscu pożaru odsłonięto pomnik z krzyżem i tablicą upamiętniającą zdarzenie i jego ofiary.